# Rakúsy
Rakúsy (v minulosti Rokus, německy Roks, Rox, maďarsky Rókus(z), Rokus(z)) jsou obec na Slovensku v okrese Kežmarok. V obci žije přibližně 3 500 obyvatel. První písemná zmínka o obci pochází z roku 1288. Leží 7 km od Kežmarku směrem na Tatranskou Kotlinu.
V obci stojí římskokatolický kostel sv. Martina biskupa z roku 1792.

## Znak
Ve znaku je zobrazena větvička se čtyřmi bukovými listy a jedním žaludem. Celá větvička je posazena do červeného srdce na bílém podkladu.